# وارن (شهرستان تیلور، تگزاس)
 وارن، شهرستان تیلور (به انگلیسی: Warren) یک منطقهٔ مسکونی در ایالات متحده آمریکا است که در شهرستان تایلر، تگزاس واقع شده‌است.  وارن، شهرستان تیلور۱۰٫۹ کیلومتر مربع مساحت و ۷۵۷ نفر جمعیت دارد.